# Aline Dias
Aline Dias Pacheco (Leopoldina, 19 de setembro de 1991) é uma atriz brasileira.

## Biografia
Ela é nascida na cidade de Leopoldina em Minas Gerais no Brasil.
Aline é uma amiga muito próxima das também atrizes Barbara França e Malu Falangola. As três trabalharam juntas no elenco principal em Malhação: Pro Dia Nascer Feliz.

## Carreira de atriz
Em 2012, começou a carreira de atriz profissional com uma participação em Malhação: Intensa como a Vida da Rede Globo, interpretando a estudante do ensino médio Maná, uma pretendente do vlogger e nerd Orelha (interpretado por Davi Paz) no período que ele tentava fazer ciúmes para a dançarina Fatinha (interpretada por Juliana Paiva).
Em 2013, integrou a telenovela Sangue Bom como Luz, irmã adotiva das protagonistas Amora e Malu.
Em 2014, interpretou a adolescente grávida Jéssica na série de televisão Sexo e as Negas.
Em 2016, ganhou destaque ao interpretar Joana em Malhação: Pro Dia Nascer Feliz, a primeira protagonista negra do seriado.

## Vida pessoal
Em 2016, começou a namorar o ator e cantor Rafael Cupello.
Em 10 de abril de 2017, a atriz confirmou oficialmente a sua primeira gravidez através de uma publicação na sua página oficial no Instagram. Na época, a atriz confirmou estava gravando as suas últimas cenas da reta final de Malhação: Pro Dia Nascer Feliz. Na entrevista ao site brasileiro Ego, a atriz disse que a gravidez não foi planejada pelo casal, mas que deixou os dois muito felizes e animados; na mesma entrevista ela confirmou que no momento do anúncio, estava com um mês e meio de gestação.
Na quarta-feira 1 de novembro de 2017 nasceu o filho do casal, Bernardo Dias Cupello, nascido na Perinatal Barra Hospital, na Barra da Tijuca, com 3,05 kg. O casal escolheu a Grão de Gente Decorações para decorar e mobiliar o dormitório do primeiro filho do casal. Aline chamou a sua amiga próxima a também atriz Barbara França, para ser a madrinha de seu primeiro filho.

## Filmografia

### Televisão
| Ano     | Título                         | Personagem                          | Notas                                     |
| ------- | ------------------------------ | ----------------------------------- | ----------------------------------------- |
| 2012    | Malhação: Intensa como a Vida  | Maná                                | Episódios: "12 de setembro–27 de outubro" |
| 2013    | Sangue Bom                     | Luz Maria Campana                   |                                           |
| 2014    | Questão de Família             | Isabel                              | Episódio: "Cruzamentos"                   |
| 2014    | Sexo e as Negas                | Jéssica                             |                                           |
| 2016–17 | Malhação: Pro Dia Nascer Feliz | Joana Miranda Gomes Carvalho Soares | Temporada 24                              |
| 2018    | O Tempo Não Para               | Damásia Sabino Machado              |                                           |
| 2020–21 | Salve-se Quem Puder            | Úrsula Gomes                        |                                           |
| 2022    | Não Foi Minha Culpa            | Ingrid Castelo de Assis             |                                           |
| 2025    | Jogo Cruzado                   | Camila Pires (Milla)                |                                           |

### Cinema
| Ano  | Título                 | Personagem      | Notas          |
| ---- | ---------------------- | --------------- | -------------- |
| 2010 | Como se Fosse o Último | Iracema         | Curta-metragem |
| 2023 | Ricos de Amor 2        | Solange Coimbra |                |
| 2025 | Viva a Vida            | Stephanie       |                |

## Teatro
| Ano  | Título                   | Personagem |
| ---- | ------------------------ | ---------- |
| 2024 | Bonitinha, mas Ordinária | Dinorá     |